# Charlotte Moore Sitterly

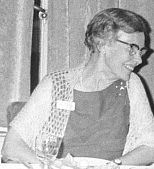
Charlotte Moore Sitterly (1963)

Charlotte Emma Moore Sitterly (* 24. September 1898 in Ercildoun, Pennsylvania; † 3. März 1990 in Washington, D.C.) war eine US-amerikanische Astronomin.

## Leben
Charlotte Moore erhielt 1920 ihren Abschluss in Mathematik vom Swarthmore College und wurde anschließend Assistentin von Henry Norris Russell an der Princeton University in New Jersey. Ende der 20er Jahre wechselte sie zum Mount-Wilson-Observatorium und war dort Mitarbeiterin von Harold D. Babcock. Hier war sie mit Arbeiten zum Sonnenspektrum beschäftigt.
Auf Grundlage dieser Arbeiten wurde sie 1931 an der University of California, Berkeley, promoviert. Anschließend heiratete sie den Physikprofessor Bancroft W. Sitterly.
Ab 1945 arbeitete sie für das National Bureau of Standards (NBS) und am Naval Research Laboratory weiterhin auf dem Gebiet der Sonnenforschung. Die von ihr am NBS zusammengestellten Tabellen atomarer Energieniveaus und spektroskopischer Daten waren von großer Bedeutung für die Spektroskopie in der Astronomie und anderen Gebieten.
1937 erhielt sie den Annie J. Cannon Award, 1990 für ihre Lebensleistung die Bruce Medal. Ihr zu Ehren erhielt der Asteroid 2110 den Namen Moore-Sitterly.

## Schriften
- Atomic lines in the sun-spot spectrum, Princeton University Press, 1933
- Atomic energy levels as derived from the analyses of optical spectra (3 Bände), U.S. Department of Commerce, National Bureau of Standards, Washington D.C. 1949–1958
- Jean W. Gallagher (Hrsg.): Tables of spectra of hydrogen, carbon, nitrogen, and oxygen atoms and ions, CRC Press, 1993, ISBN 0-8493-7420-0